# Циркадијални ритам
Циркадијални ритам  је биолошки ритам у организму човека, који регулише бројне неоурохуморалне процесе у мозгу и на тај начин контролише и усклађује дневно ноћне и бројне друге функције свих најважнијих органа у организму. За циркадијални ритам веома је важно понављање образаца дневних активности, а да би се човек осећао добро овај ритам требало би да буде стабилан. То се постиже редовним излагањем дневној, а нарочито јутарњој светлости након буђења.
Активности људског организма синхронизоване су на ритмичке промене светлости и таме које се дешавају свакодневно. Биолошки ритмови су физиолошки и биохемијских процеси и обрасци понашања створени кроз човекову еволуцију у одсуству свих екстерних 24-часовних сигнала из физичког окружења, са периодом који је око 24 часа. 
Рад нормалног циркадијалног часовника  одређује двадесетчетворочасовни циклус смена светла и таме (дана и ноћи). 

## Значај
Циркадијални (биолошки) ритам код људи обезбеђује оптимални ниво и дужину трајања сна и одмора током мрачног (ноћног) периода, како би он био спреман да оптимално обавља све функције у светлој (дневној) фази. 
Како у организму постоје обрасци активности можданих таласа, који су под утицајем излучених хормона, регенерације ћелија, и других биолошких активности везаних за 24-часовни временски циклус, циркадијални ритам је зато у организму свих живих бића важан физиолошки процес јер одређује образац спавање, или време када спавамо и када смо будни (свака 24 часа).

## Опште информације
Земља се окреће око своје осе свака 24 часа, што доводи до тога да се било који положај на земљиној површини наизменично окреће према или од сунца - смена дана и ноћи. Да се метаболизам, физиологија и понашање већине организама дубоко мењају између дана и ноћи очигледно је чак и најобичнијем посматрачу.  Ове биолошке осцилације су уочена као дневни ритмови или  физиолошки ритмови. Ови физиолошки ритмови који се називају и циркадијални, од латинске речи „circa diem“ '(око дан), поседују атрибуте унутрашњег биолошког часовника, којим управља „велики циркадијални пејсмејкер“ у мозгу. Циркадијални пејсмејкер у мозгу је свакодневно под утицајем 24-часовног соларног циклуса, и у суштини је главни тајмер.
Остали пејсмејкери, или тајмери, су унос хране, радне и друге активности и бројни сигнали из окружења, на пример будилник. Добара регистрација и пријем сигнала у мозгу омогућава организму човека оптималне перформансе у право доба дана, јер је мозак у стању да предвиде будуће задатке и омогући одговарајуће физиолошку и психолошку припрему.

### Молекуларни механизми
Мање је очигледно да већина организама има урођену способност мерења времена. Заиста, већина организама не реагује једноставно на излазак сунца, већ, радије, предвиђа зору и прилагођава своју биологију у складу са тим. Када су лишени егзогених временских знакова, многи од ових дневних ритмова опстају и даље, што указује на њихово генерисање ендогеним биолошким циркадијалним сатом.
Све до недавно, молекуларни механизми помоћу којих су организми функционисали у овој четвртој димензији ( времену), били су мистериозни. Међутим, током последњих 30-ак година,  приступи молекуларне генетике открили су молекуларне основе ћелијског циркадијалног сатног механизма, као што су дивни хронометри развијени у 18. веку.
Молекуларни механизам циркадијалног ритма код Дрозофила  (лат. Drosophila), врсте мушица, 2017. године открили су научници Џефри Хол, Мајкл Розбаш и Мајкл Јанг, који су за ово откриће добили  Нобелову награду из области медицине и физиологије. Они су   доказали да је мутација непознатог гена пореметила  биолошки ритам, и тај ген назвали „ген периода“.
Године 1984. Хол, Розбаш и Јанг, изоловали су ген „период“, а потом су открили протеин ПЕР који је кодиран овим геном и увидели  да се овај протеин у ћелијама акумулира током ноћи, док се током дана деградира. Дакле, ниво протеина ПЕР осцилује током двадесетчетворочасовног циклуса, синхроно са циркадијалним ритмом.
Њихово истраживање се наставило претпоставком да протеин ПЕР може да блокира активност „период“ гена, и њиме су доказали да помоћу инхибиторне повратне спреге ПЕР протеин може да спречи сопствену синтезу и тако да регулише свој ниво у континуираном, цикличном ритму.

## Утицај циклуса светлост-тама
Циркадијални ритам је повезан са циклусом светло-тамно. Животиње, као и људи, држане у потпуном мраку дужи период, на крају функционишу у слободном ритму. Њихов циклус спавања се помера уназад или унапред сваког "дана", у зависности од тога да ли је њихов "дан", њихов ендогени период, краћи или дужи од 24 сата. Знакови животне средине који ресетују ритмове сваког дана се називају zeitgebers. Потпуно слепи подземни сисари (нпр.  слепа кртица Spalax sp.) су у стању да одржавају своје ендогене сатове у очигледном одсуству спољашњих стимуланса. Иако им недостају очи које формирају слику, њихови фоторецептори (који детектују светлост) су и даље функционални.
Слободно трчећи организми који обично имају једну или две консолидоване епизоде спавања и даље ће их имати када су у окружењу заштићеном од спољашњих знакова, али ритам није увучен у 24-часовни циклус светло-мрак у природи. Ритам спавања и будности може, у овим околностима, постати ван фазе са другим циркадијалним или ултрадијанским ритмовима као што су метаболички, хормонални, ЦНС електрични или неуротрансмитерски ритмови.
Недавна истраживања су утицала на дизајн окружења свемирских летелица, јер је утврђено да су системи који опонашају циклус светлост-тама веома корисни за астронауте. Светлосна терапија је испробана као третман за поремећаје спавања.
Рано истраживање циркадијалних ритмова показује да већина људи преферира дан који је ближи 25 сатном када су изоловани од спољашњих стимуланса попут дневне светлости и мерења времена. Међутим, ово истраживање је било погрешно јер није успело да заштити учеснике од вештачког светла. Иако су субјекти били заштићени од временских знакова (као што су сатови) и дневне светлости, истраживачи нису били свесни ефеката унутрашњег електричног светла на одлагање фазе спавања.  Субјектима је било дозвољено да упале светло када су будни. и да га искључе кад су хтели да спавају. Електрично светло увече је одложило њихову циркадијалну фазу.
Строжа студија коју је 1999. године спровео Универзитет Харвард проценила је да је природни људски ритам ближи 24 сатном и 11 минутном дану: много ближе сунчевом дану. У складу са овим истраживањем новија студија из 2010. године, идентификовала је полне разлике, при чему је циркадијални период за жене био нешто краћи (24:09 сати) него за мушкарце (24:19 сати).  У овој студији, жене су имале тенденцију да се пробуде раније од мушкараца и показују већу склоност према јутарњим активностима од мушкараца, иако су основни биолошки механизми за ове разлике непознати.

## Поремећаји циркадијалног ритма и последице
Према досадашњим сазнањима неусклађеност човековог начина живота и ритма који диктира његов унутрашњи сат повезана је са повећаним ризиком од разних болести, ако се наруши време када треба нека особа да се одмара. 
У условима нарушеног  циркадијалног ритма он утиче и на крвни притисак, температуру и ослобађање хормона, што резултује утицајем на метаболизам кроз контролу глуконеогенезе, инсулинске осетљивости и системских осцилација глукозе у крви. Све ово наводи на закључак да је за опште здравље организма изузетно важно ускладити биолошки сат са часовником, јер је време релативна ствар са аспекта физиологије и молекуларне биологије.